# Tumulus de Noville
Le tumulus de Noville est un tumulus situé à Noville dans la commune belge de Fexhe-le-Haut-Clocher en province de Liège. 
Il est repris sur la liste du patrimoine immobilier classé de Fexhe-le-Haut-Clocher depuis le 4 novembre 1976.

## Situation
Il se situe en Hesbaye au nord de Noville, à l'ouest de Fexhe-le-Haut-Clocher et au sud de Momalle. Il se dresse à proximité du croisement de la ligne de chemin de fer 36 Bruxelles-Liège avec la route nationale 614 Tongres-Amay. Cette voie rectiligne est l'ancienne chaussée romaine appelée également Chaussée Verte ou Chaussée de Tongres.

## Description
Il s'agit d'un tumulus boisé d'un diamètre de 31 à 33 m et d'une hauteur d'environ 7,50 m. La fouille a donné peu de résultats si ce n'est la présence d'un trou de pieu en son centre.

## Obélisque
Au sommet du tumulus se trouve un obélisque en pierre bleue arborant l'inscription suivante:

Monument érigé

Par M.J.B. LESIEUR

Citoyen des

Etats unis d'Amérique

a la mémoire de

Son oncle J.B.LESIEUR

ancien officier

né à Paris le 15 Janvier 1771

mort à Liège le dix Decembre

1837
Malgré son ancienneté, ce monument n'est mentionné par aucune source. On ne sait donc rien des personnes et informations citées.